# Ecnomus japonicus
Ecnomus japonicus is een schietmot uit de familie Ecnomidae. De soort komt voor in het Palearctisch gebied.